# Les Mutrie
Leslie Alan „Les“ Mutrie (* 1. April 1951 in Newcastle upon Tyne; † 3. Oktober 2017 in Dudley) war ein englischer Fußballspieler. Der Stürmer erzielte in 158 Partien in den unterklassigen Spielklassen der Football League 56 Tore und war Anfang der 1980er insbesondere bei Hull City erfolgreich.

## Karriere

### Auswahlspieler im Non-League football (bis 1980)
Les Mutrie spielte als Jugendlicher Fußball in Sunday Leagues, 15-jährig hatte er ein erfolgloses Probetraining beim FC Blackpool. Zur Saison 1972/73 schloss er sich dem AFC Ashington an, für den er die folgenden beiden Spielzeiten in der Amateurliga Northern League spielte und mit dem Klub 1974 das Halbfinale der letzten Austragung des FA Amateur Cups erreichte. 1974 wechselte Mutrie zu Gateshead United in die sportlich höher eingeschätzte Northern Premier League (NPL). In seinen drei Jahren bei Gateshead blieben Erfolge in der Liga aus, dafür gelang drei Mal das Erreichen der Hauptrunde des FA Cups. Im Erstrundenwiederholungsspiel des FA Cups 1974/75 erzielte Mutrie gegen den Viertligisten Crewe Alexandra in der Verlängerung den 1:0-Siegtreffer, im Pokalwettbewerb 1975/76 war er beim 3:1-Erstrundensieg gegen den Drittligisten Grimsby Town ebenfalls als Torschütze erfolgreich.
Am Ende der Saison 1976/77 löste sich Gateshead United auf, für Mutrie stand derweil ein Wechsel in den Profibereich zu Carlisle United in die Football League Third Division an. Im Team von Trainer Bobby Moncur kam er zu Saisonbeginn zum Einsatz, auch bedingt durch einen Beinbruch blieb ihm der Durchbruch aber verwehrt und am Saisonende wurde sein Vertrag nicht verlängert. Mutrie kehrte daraufhin nach Gateshead zurück, wo er sich dem ebenfalls in der NPL spielenden Nachfolgeklub FC Gateshead anschloss. Im März 1979 wurde er von Jackie Marks, unter dem er bereits bei Ashington gespielt hatte, zu den Blyth Spartans zurück in die Northern League gelotst.
Mit den Spartans gewann er in der Folge nicht nur den Northern League Cup 1979 (4:3-Sieg gegen den AFC Consett nach 0:3-Rückstand, zwei Tore durch Mutrie) und die Ligameisterschaft 1980, sondern stieg auch zum Auswahlspieler auf. Im Inter-League Cup war er gegen die Auswahl der Northern Premier League aktiv, wenig später wurde er in die neugeschaffene englische semi-professionelle Nationalauswahl berufen, die aus den besten Spielern des Non-League football zusammengestellt wurde. Ebenso wie sein Mannschaftskamerad Keith Houghton nahm er 1979 an einem Vier-Nationen-Turnier teil und erzielte beim 5:1-Halbfinalsieg gegen die schottische Auswahl einen Treffer. Auch beim 1:0-Finalerfolg gegen eine niederländische Amateurauswahl wirkte er mit. Ein Jahr später gehörte er bei der neuerlichen Austragung des Turniers im niederländischen Zeist wiederum zum Aufgebot. Er kam in allen drei Turnierspielen zum Einsatz als die englische Auswahl das Turnier als Zweiter beendete, sein einziges Tor erzielte er bei der 2:4-Niederlage gegen Turniersieger Schottland.

### Späte Profikarriere (1980–1985)
Im FA Cup 1980/81 traf Mutrie im Dezember 1980 mit den Spartans in der zweiten Hauptrunde auf den Drittligisten Hull City. Erst im zweiten Wiederholungsspiel setzte sich der Favorit aus Hull durch, Mutrie hatte in allen drei Partien getroffen und Hull-Trainer Mike Smith verpflichtete den Stürmer umgehend (nach 58 Toren in 86 Pflichtspieleinsätzen für Blyth) für eine Ablöse von £30.000 – zum damaligen Zeitpunkt Rekordsumme für einen Spieler aus dem Non-League football; so dass er bereits vier Tage nach dem letzten Pokal-Aufeinandertreffen sein Debüt für Hull City am Boxing Day 1980 gab. Bis Saisonende erzielte Mutrie fünf Treffer in 20 Ligaeinsätzen und war damit hinter Keith Edwards zweitbester Torschütze seines Teams, den erstmaligen Abstieg des Klubs in die Fourth Division als Tabellenletzter konnte er aber nicht verhindern.
Einen Platz in Hulls Vereinsgeschichte sicherte sich Mutrie im Februar/März 1982 mit einer Serie von neun Spielen in Folge, in denen er als Torschütze erfolgreich war. In den Ligapartien gegen die Tranmere Rovers (2 Tore), Hartlepool United (4), Mansfield Town (1), Halifax Town (1), Wigan Athletic (1), Scunthorpe United (1), FC Aldershot (2), York City (1) und Port Vale (1) erzielte er insgesamt 14 seiner 27 Ligatreffer, dies war aber nicht genug um Hull in die Aufstiegsränge zu bringen. Von den Fans erhielt er ob seiner Leistungen den Spitznamen „Sir Les“. In der Saisonpause 1982 übernahm Don Robinson den Verein und verpflichtete Colin Appleton für den Trainerposten. Unter Appleton belegte Hull am Ende der Saison 1982/83 den zweiten Tabellenrang und stieg damit wieder in die Third Division auf. Mutrie hatte mit Billy Whitehurst oder Andy Flounders vor der Mittelfeldreihe Garreth Roberts – Brian Marwood – Steve McClaren – Billy Askew das Sturmduo gebildet, zwölf Saisontreffer zum Aufstieg beigetragen und wurde von den Ligaspielern in das PFA Team of the Year gewählt.
Ein schwieriges Verhältnis mit Trainer Appleton sorgte schließlich im Dezember 1983 zunächst für eine einmonatige Leihe zu den Doncaster Rovers, bevor er im Januar 1984 für £10.000 zu Colchester United wechselte, wo der frühere Hull-Übungsleiter Cyril Lea den Cheftrainerposten begleitete. Sein Aufenthalt im Süden Englands war nur von kurzer Dauer und nach zwei Toren in 16 Pflichtspieleinsätzen kehrte er bereits in der Sommerpause wieder in den Nordosten Englands zurück. Seine letzte Station im Profifußball war der Viertligist Hartlepool United, bei dem er nach sieben torlosen Spielen zu Saisonbeginn in drei Partien in Folge traf, darunter der 1:0-Siegtreffer im Derby gegen den FC Darlington. Zunehmende körperliche Probleme – Einsätze waren ihm nur noch mit Kortisonspritzen möglich – sorgten aber schließlich dafür, dass er im Januar 1985 sein letztes Spiel bestritt und seine Profilaufbahn beendete.
Nach seiner Profikarriere war Mutrie zunächst Spielertrainer bei Dudley Welfare in der Northern Alliance tätig, später trainierte er für zwei Spielzeiten den Amateurklub Rutherford AFC. Seinen Lebensunterhalt verdiente er als Pubbetreiber in Northumberland.
Mit seinem Bruder Ian „Archie“ Mutrie, der ebenfalls ein erfolgreicher Stürmer im Non-League football war und unter anderem auch für Ashington und Blyth aktiv war, gehörte er im Herrenbereich nur einmal zum selben Aufgebot: Bei einem Benefizspiel für einen früheren Mannschaftskameraden gehörten beide einer Spartans-Auswahl gegen eine Elf von Newcastle United an, da Les für seinen Bruder eingewechselt wurde, spielten beide jedoch nie zusammen.
Der dreifache Vater erlag 66-jährig am 3. Oktober 2017 einer Krebserkrankung. Vor der folgenden Heimpartie von Hull City gegen Nottingham Forest wurde ihm mit einer Applausminute gedacht.